# Freitzenschlag
Freitzenschlag ist eine Ortschaft und eine Katastralgemeinde der Gemeinde Groß Gerungs im Bezirk Zwettl in Niederösterreich.

## Geografie
Das Dorf befindet sich in einer nach Süden abfallenden Mulde südlich der Böhmerwald Straße und ist über die Landesstraße L7306 erreichbar. Zur Ortschaft zählen auch Edelberg, Friesenhof, Reiterhäuser, Weißmühle und einige unbenannte Lagen.

## Siedlungsentwicklung
Zum Jahreswechsel 1979/1980 befanden sich in der Katastralgemeinde Freitzenschlag insgesamt 47 Bauflächen mit 14.960 m² und 10 Gärten auf 3.580 m², 1989/1990 gab es 47 Bauflächen. 1999/2000 war die Zahl der Bauflächen auf 105 angewachsen und 2009/2010 bestanden 63 Gebäude auf 102 Bauflächen.

## Geschichte
Laut Adressbuch von Österreich waren im Jahr 1938 in Freitzenschlag ein Drechsler, eine Mühle samt Sägewerk, ein Tischler, ein Viktualienhändler und mehrere Landwirte ansässig. Bis zur Eingemeindung nach Groß Gerungs war der Ort ein Teil der damaligen Gemeinde Hypolz.

## Bodennutzung
Die Katastralgemeinde ist landwirtschaftlich geprägt. 170 Hektar wurden zum Jahreswechsel 1979/1980 landwirtschaftlich genutzt und 91 Hektar waren forstwirtschaftlich geführte Waldflächen. 1999/2000 wurde auf 165 Hektar Landwirtschaft betrieben und 95 Hektar waren als forstwirtschaftlich genutzte Flächen ausgewiesen. Ende 2018 waren 154 Hektar als landwirtschaftliche Flächen genutzt und Forstwirtschaft wurde auf 95 Hektar betrieben. Die durchschnittliche Bodenklimazahl von Freitzenschlag beträgt 16,6 (Stand 2010).